# Андора на Летњим олимпијским играма 1976.
Андори је учешће на Олимпијским играма 1976. у Монтреалу, било прво на Летњим олимпијским играма. На ове игре Олимпијски комитет Андоре је послао тројицу спортиста у два спорта. Спортисти Андоре нису освојили ниједну медаљу. 
На свачаном отварању заставу Андоре носио је Естеве Долса Монтања који се такмичио у стрељаштву. 

## Учесници по дисциплинама
| Спорт      | Мушкарци | Жене | Укупно |
| ---------- | -------- | ---- | ------ |
| Бокс       | 1        | 0    | 1      |
| Стрељаштво | 2        | 0    | 2      |
| Укупно(2)  | 3        | 0    | 3      |

## Резултати по дисциплинама

### Бокс
| Боксер              | Дисциплина | 32 такмичара       | 16 такмичара                               | Четвртфинале       | Полуфинале         | Финале             | Пласман |
| Боксер              | Дисциплина | Противник Резултат | Противник Резултат                         | Противник Резултат | Противник Резултат | Противник Резултат | Пласман |
| ------------------- | ---------- | ------------------ | ------------------------------------------ | ------------------ | ------------------ | ------------------ | ------- |
| Хуан Клауди Монтања | Полутешка  | слободан           | Ottomar Sachse · Источна Немачка · изгубио | Није се пласирао   | Није се пласирао   | Није се пласирао   | 9-13/18 |

### Стрељаштво

#### Мушкарци
| Стрелац      | Дисциплина | Резултат | Место | Белешка                                      |
| ------------ | ---------- | -------- | ----- | -------------------------------------------- |
| Хоан Томас   | Трап       | 162      | 33/44 | Архивирано на веб-сајту (27. септембар 2007) |
| Естеве Долса | Трап       | 159      | 39/41 | Архивирано на веб-сајту (27. септембар 2007) |